# Colombier-le-Vieux
Colombier-le-Vieux è un comune francese di 664 abitanti situato nel dipartimento dell'Ardèche della regione dell'Alvernia-Rodano-Alpi.

## Società

### Evoluzione demografica
Abitanti censiti